# Binnebergs distrikt
Binnebergs distrikt är ett distrikt i Skövde kommun och Västra Götalands län. 
Distriktet ligger norr om Skövde. 

## Tidigare administrativ tillhörighet
Distriktet inrättades 2016 och utgörs av socknen Binneberg i Skövde kommun.
Området motsvarar den omfattning Binnebergs församling hade vid årsskiftet 1999/2000.